# Бертезен, Пьер
Пьер Бертезен (фр. Pierre Berthezène; 1775—1847) — французский военный, дивизионный генерал (1813 год), барон (1808 год), участник революционных и наполеоновских войн. Имя генерала выбито на Триумфальной арке в Париже.

## Биография
Родился в небогатой семье каменотёса Жака Бертезена (фр. Jacques Berthezène; 1744—1823) и его супруги Маргариты Косс (фр. Marguerite Causse; 1748—1823). Учился в семинарии Монпелье и собирался стать священником, когда началась Революция, которая изменила его планы. 15 сентября 1793 года записался добровольцем в 5-й бис-батальон волонтёров департамента Эро. Служил вместе с сержантами Ланном и Виктором в Армии Восточных Пиренеев. Отличился в деле у Пейресторта 17 сентября 1793 года, после чего принимал участие в осаде Тулона. При взятии города и разгроме английской армии, решившей эвакуировать город, он взял у английского унтер-офицера винтовку и оставил её себе. Этот подвиг принёс ему звание младшего лейтенанта 19 июня 1794 года. В том же году его батальон вошёл путём амальгамы в состав 7-й временной пехотной полубригады. Затем его полубригада была включена в состав дивизии Гарнье Итальянской армии.
Избранный товарищами лейтенантом 18 ноября 1795 года, он сражался под началом генерала Бонапарта в кампании 1796-97 годов. 22 сентября 1796 года 7-я полубригада влилась в состав 11-й полубригады линейной пехоты. 5 декабря 1798 года дрался при Чивита-Кастеллана. Главнокомандующий сделал его капитаном 23 июня 1799 года на поле битвы при Сан-Джулиано-Веккьо. 14 июля 1799 года генерал Компан, начальник штаба дивизии генерала Гренье, взял его с собой в качестве временного адъютанта на основании особого приказа главнокомандующего. 19 апреля 1800 года ранен пулей в голову в атаке на Сен-Жак. 20 июля 1800 года произведён в командиры батальона 72-й линейной полубригады, и был утверждён 27 августа указом консулов, но продолжал исполнять обязанности адъютанта и в свою полубригаду прибыл только 23 октября 1800 года. Тяжело ранен в левую ногу при переправе через Минчо 25 декабря 1800 года, что заставило его ходить с костылями в течение следующих двух лет.
29 августа 1803 года 72-я полубригада стала частью дивизии Леграна в лагере Сент-Омер. В Австрийской кампании 1805 года Бертезен и 72-й полк участие не принимали, так как остались в Булонском лагере. 10 июля 1806 года произведён в майоры и назначен заместителем командира 65-го полка линейной пехоты. Служил под началом Луи Бонапарта на территории Голландии и Ганновера.
10 февраля 1807 года произведён в полковники и возглавил 10-й полк лёгкой пехоты, входивший в состав  легендарной дивизии Сент-Илера. Наполеон доверив ему полк, сказал: «Я вверяю вам полк, который достоин моей гвардии» (фр. Je vous donne un régiment qui vaut ma garde). Новый полковник показал себя достойным этой должности, особенно в бою при Гейльсберге 10 июня 1807 года, где полк отличился.
После Тильзитского мира 10-й полк оккупировал остров Рюген на Балтийском море. С началом войны против Австрии в 1809 году 10-й полк форсированным маршем двинулся в Баварию и через двадцать дней вновь присоединился к дивизии Сент-Илера. Отличился 19 апреля при Танне, 21 апреля при Ландсхуте и 22 апреля при Экмюле, где был тяжело ранен, а его полк захватил основную позицию противника и был упомянут в 1-м бюллетене Армии Германии от  24 апреля 1809 года: «Битва при Танне, 19 апреля. Дивизия Сен-Илера, подойдя к деревне Пейссен, встретила там противника, превосходящего численностью, но значительно уступавшего ему в храбрости; кампания началась славным боем для нашего оружия. Генерал Сент-Илер опрокинул всё перед собой, захватил позиции врага, перебил большое количество людей и взял в плен от 600 до 700 человек. Битва при Экмюле, 22 апреля. Затягивание военных событий было бы слишком длительным: достаточно сказать, что, полностью разгромленный, противник потерял большую часть своих орудий и большое число пленных; что 10-й полк легкой пехоты покрылся славой, разгромив неприятеля, и что австрийцы, выброшенные из леса, прикрывающего Регенсбург, были отброшены на равнину и отрезаны кавалерией». После занятия Вены, полк форсировал Дунай, чтобы сражаться при Эсслинге 21 и 22 мая. 5 июля 10-й полк захватил деревню Ваграм, но не смог удержать её, и на следующий день оставил. Едва оправившись от своего предыдущего ранения, он получил ещё два очень серьёзных ранения во время этого боя.
6 августа 1811 года произведён в бригадные генералы, и 9 октября заменил генерала Разу в качестве командующего островом Валхерен. 6 декабря 1811 года зачислен в штаб корпуса гренадеров Императорской гвардии. 8 февраля 1812 года возглавил 1-ю бригаду 1-й пехотной дивизии Молодой гвардии, состоящую из 3-х вольтижёрских полков.
Участвовал в Русской кампании. 22 октября вместе с генералом Ленури получает приказ разрушить Кремль. Затем отличился при переправе через Березину, где умелой атакой смог захватить 1400 русских в плен.
10 апреля 1813 года возглавил 2-ю бригаду той же дивизии Молодой гвардии в Саксонии. 23 апреля переведён в Старую гвардию. Сражался 2 мая при Лютцене и 20-21 мая при Бауцене. 4 августа 1813 года стал дивизионным генералом, и 7 августа возглавил 44-ю пехотную дивизию 14-го корпуса. Внёс существенный вклад в победу французов при Дрездене. Затем оборонял город до его сдачи 11 ноября 1813 года. Вследствие нарушения союзниками условий капитуляции, был отправлен в Венгрию в качестве военнопленного.
После первой Реставрации 18 декабря 1814 зачислен в военное министерство. Во время «Ста дней» с 7 июня командовал 11-й пехотной дивизией 3-го корпуса Северной армии. Отличился при Флёрюсе 16 июня. Сражался при Вавре и Намюре. После Второй реставрации без служебного назначения.
В 1818 году возвращается к активной службе генеральным инспектором пехоты. В 1830 году, командуя 1-й дивизией в Алжире, внёс существенный вклад в победу. 21 февраля 1831 года назначен главнокомандующим французских сил в Алжире. 11 октября 1832 года стал членом палаты пэров.
Умер в Вандарге 9 октября 1847 и был похоронен на городском кладбище.

## Воинские звания
- Капрал (17 сентября 1793 года);
- Сержант (19 сентября 1793 года);
- Старший сержант (23 сентября 1793 года);
- Младший лейтенант (19 июня 1794 года);
- Лейтенант (18 ноября 1795 года);
- Капитан (23 июня 1799 года);
- Командир батальона (20 июля 1800 года, утверждён 27 августа 1800 года);
- Майор (10 июля 1806 года);
- Полковник (10 февраля 1807 года);
- Бригадный генерал (6 августа 1811 года);
- Дивизионный генерал (4 августа 1813 года).

## Титулы

Герб барона

- Герб барона Барон Бертезен и Империи (фр. baron Berthezène et de l'Empire; декрет от 19 марта 1808 года, патент подтверждён 2 июля 1808 года в Байонне)[2][3].

## Награды
Легионер ордена Почётного легиона (14 июня 1804 года)
 Офицер ордена Почётного легиона (11 июля 1807 года)
 Коммандан ордена Почётного легиона (23 апреля 1809 года)
 Кавалер ордена Железной короны (4 августа 1813 года)
 Кавалер военного ордена Святого Людовика (19 июля 1814 года)
 Великий офицер ордена Почётного легиона (29 октября 1828 года)
 Большой крест ордена Почётного легиона (27 декабря 1830 года)